# Haute-Pointe
Cet article concerne le sommet des Alpes françaises. Pour le sommet des Alpes suisses, voir Haute Pointe.
La Haute-Pointe, est un sommet du massif du Chablais dans le Faucigny, situé sur la commune de Mieussy, près du roc d'Enfer. Ce sommet se trouve à proximité de la pointe de Chavasse et de la pointe de Chalune.